# Franz Skutsch
Franz Skutsch (Neiße, 6 gennaio 1865 – Breslavia, 29 settembre 1912) è stato un filologo classico e linguista tedesco.

## Biografia
Fu il padre del filologo classico Otto Skutsch (1906-1990). Studiò filologia classica e studi indoeuropei presso le università di Heidelberg e Breslavia, dove fu allievo di Georg Wissowa (1859-1931). Nel 1888 conseguì il dottorato all'Università di Bonn, ottenendo successivamente l'abilitazione a Breslavia nel 1890. Nel 1896 divenne professore ordinario all'Università di Breslavia e successore di Friedrich Marx (1859-1941).
Skutsch è ricordato per il suo esperto trattamento linguistico/filologico del drammaturgo romano Plauto. Con il linguista Paul Kretschmer (1866-1956) fu co-fondatore della rivista Glotta.

## Opere principali
- Plautinisches und Romanisches. Forschungen zur lateinischen Grammatik und Metrik, volume 1, 1892.
- Aus Vergils Frühzeit, 1901.
- Gallus und Vergil, 1906.
- Kleine Schriften (curato da Wilhelm Kroll), 1914.